# Обсада на Рим (537–538)
Първата обсада на Рим се провежда през Готската война и трае една година и девет дена от 2 март 537 до 12 март 538 г. През това време градът е обсаден от остготите начело с остготския крал Витигис. По време на обсадата защитата на Рим се ръководи от византийския командир Велизарий, който е начело източноримските (византийските) сили в града. Завършва с победа на римляните.